# Robert Relyea
Robert Relyea, né le 3 mai 1930 à Santa Monica en Californie et mort le 5 mars 2013 à Thousand Oaks (à 82 ans), est un producteur et réalisateur de cinéma américain. Au cours d'une carrière longue de quarante ans, il est connu pour avoir collaboré avec plusieurs acteurs célèbres, dont John Wayne, Elvis Presley et Steve McQueen.

## Biographie
Sa carrière débute en 1955, lorsqu'il intègre l'équipe de la Metro-Goldwyn-Mayer où il exerce la fonction de premier assistant réalisateur. Après avoir collaboré aux côtés du réalisateur John Sturges sur les films La Proie des vautours (Never So Few) en 1959 et Les Sept Mercenaires (The Magnificent Seven) en 1960, en partenariat avec l'acteur Steve McQueen, il intègre l'Alpha Corp., société de production, en 1961.  En 1963, il est le producteur associé du film La Grande Évasion (The Great Escape). À la suite du succès du film, Robert Relyea poursuit sa collaboration avec Steve McQueen et les deux hommes fondent la société de production indépendante Solar Productions en 1966, dont Relyea devient le producteur exécutif. De nouveaux films sont produits au sein de cette nouvelle société, avec McQueen comme acteur fétiche, dans Bullitt en 1968, et Reivers (The Reivers) en 1969. L'échec commercial du film Le Mans signe la fin du partenariat entre McQueen et Relyea. Ce dernier continue d'exercer la profession de producteur indépendant les années suivantes.
Entre 1979 et 1982, Robert Relyea est le vice-président de Melvin Simon Productions et associé à la production de plusieurs films, comme Le Vampire de ces dames (Love at First Bite) en 1979 et Le Diable en boîte (The Stunt Man) en 1980. En 1983, il produit la comédie romantique La Faute à Rio (Blame It on Rio) de Stanley Donen.
En 1993, Robert Relyea revient à Metro-Goldwyn-Mayer et supervise notamment la production de plusieurs épisodes cinématographiques de la saga James Bond au cours de la période où Pierce Brosnan incarne le héros de Ian Fleming, dont Goldeneye en 1995, Demain ne meurt jamais en 1997, Le monde ne suffit pas en 1999 et Meurs un autre jour en 2002.
En 2008, il publie sa biographie, intitulée Not So Quiet on the Set: My Life in Movies During Hollywood’s Macho Era.
Robert Relyea s'éteint de causes naturelles à Thousand Oaks en Californie le 5 mars 2013, âgé de 82 ans.